# ماريسا نيتلينغ
ماريسا نيتلينغ (بالإنجليزية: Marissa Neitling)‏ (ولدت ماريسا لي نيتلينغ؛ في 8 مايو 1984) ممثلة أمريكية، عرفت عن دور «كارا فوستر» في المسلسل التلفزيوني السفينة الأخيرة (2014), وظهورها في دور «فيبي» في فيلم سان أندرياس (2015).

## روابط خارجية
- ماريسا نيتلينغ على موقع IMDb (الإنجليزية)
- ماريسا نيتلينغ على موقع ألو سيني (الفرنسية)
- ماريسا نيتلينغ على موقع أول موفي (الإنجليزية)
- ماريسا نيتلينغ على موقع قاعدة بيانات الفيلم (الإنجليزية)
- ماريسا نيتلينغ على موقع كينوبويسك (الروسية)